# International Convention Center Jerusalem

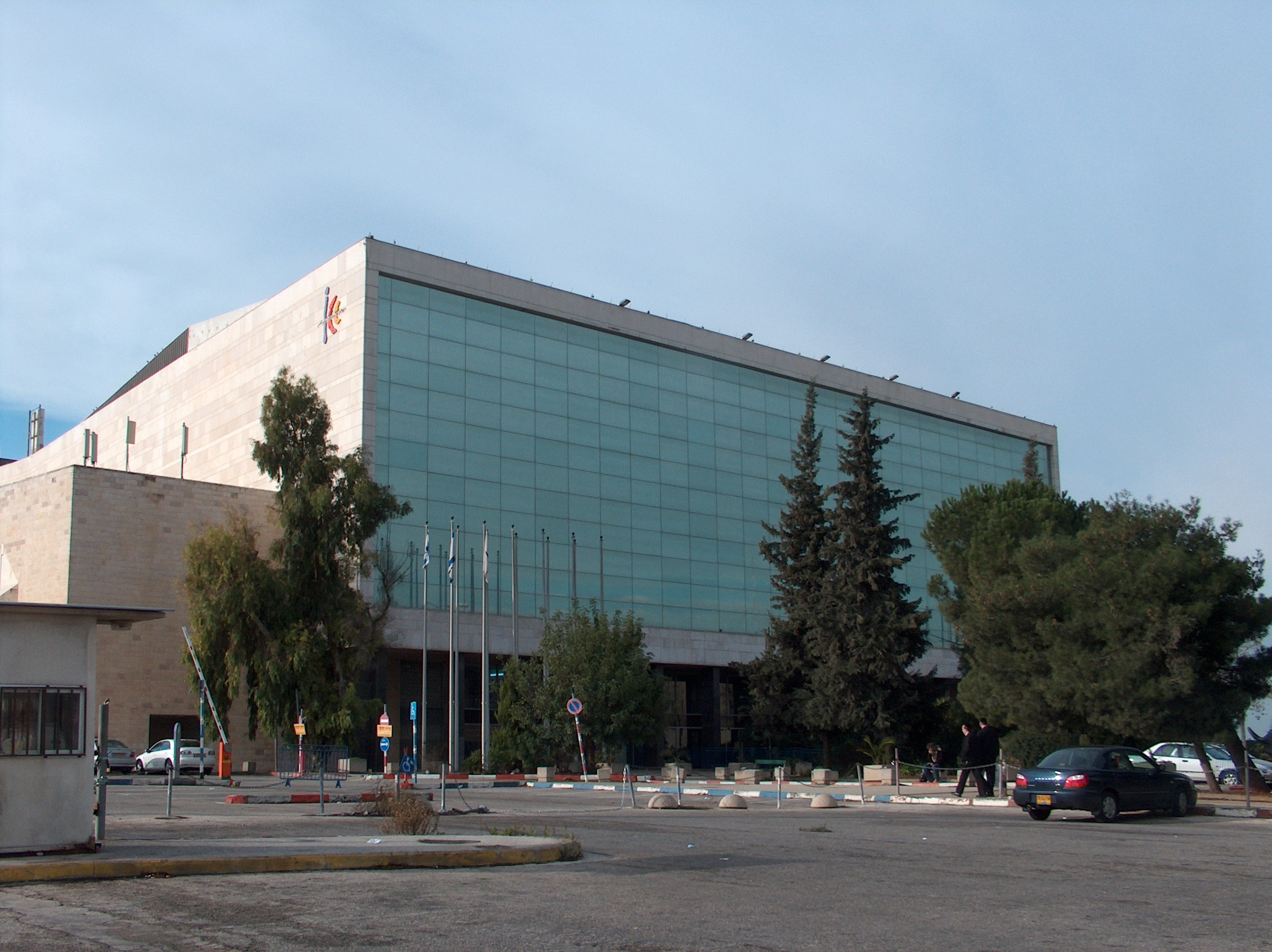
Binjene ha-Umma, das ICC von Jerusalem

Das International Convention Center (hebräisch מֶרְכַּז הַקּוֹנְגְּרֵסִים הַבֵּינְלְאֻמִּי, Merkas ha-kongressim ha-benle'umi, deutsch: Internationales Kongresszentrum), in Israel vor allem unter dem Namen בִּנְיְנֵי הָאֻמָּה (Binjene ha-Umma, deutsch: Gebäude der Nation) bekannt, ist das wichtigste Kongress- und Konzertgebäude in Jerusalem. Das Bauwerk aus weißem Kalkstein (Meleke) verfügt über 27 Säle verschiedener Größe mit einer Gesamtfläche von 12.000 m². Der Hauptsaal, das Menachem-Ussishkin-Auditorium, weist 3.104 Sitzplätze auf.
Der Bau erfolgte von 1950 bis 1963 nach Plänen des Architekten Ze’ev Rechter. Im Jahr 1956 tagte hier erstmals ein Kongress der Zionistischen Weltorganisation.
Das Gebäude gehört zu den Spielstätten des Israel Philharmonic Orchestra. 1979 und 1999 fand hier der Eurovision Song Contest statt.